# Поблаће
Поблаће је насеље у општини Пљевља у Црној Гори. Према попису из 2003. било је 101 становника (према попису из 1991. било је 211 становника).
Овде се налази Црква Светог Аранђела у Поблаћу.

## Демографија
У насељу Поблаће живи 90 пунолетних становника, а просечна старост становништва износи 51,7 година (45,0 код мушкараца и 57,8 код жена). У насељу има 43 домаћинства, а просечан број чланова по домаћинству је 2,35.
Ово насеље је великим делом насељено Србима (према попису из 2003. године), а у последња три пописа, примећен је пад у броју становника.
|  |

| Демографија | Демографија | Демографија |
| Година      | Становника  | Становника  |
| ----------- | ----------- | ----------- |
|             |             |             |
|             |             |             |
|             |             |             |
|             |             |             |
| 1948.       | 442         |             |
| 1953.       | 570         |             |
| 1961.       | 522         |             |
| 1971.       | 487         |             |
| 1981.       | 373         |             |
| 1991.       | 211         | 197         |
| 2003.       | 108         | 101         |
|             |             |             |

| Етнички састав према попису из 2003.‍ | Етнички састав према попису из 2003.‍ | Етнички састав према попису из 2003.‍ | Етнички састав према попису из 2003.‍ | Етнички састав према попису из 2003.‍ |
| ------------------------------------ | ------------------------------------ | ------------------------------------ | ------------------------------------ | ------------------------------------ |
|                                      |                                      |                                      |                                      |                                      |
| Срби                                 | Срби                                 |                                      | 93                                   | 92,07%                               |
| Црногорци                            | Црногорци                            |                                      | 6                                    | 5,94%                                |
| непознато                            | непознато                            |                                      | 0                                    | 0,0%                                 |

| Година пописа     | 1948. | 1953. | 1961. | 1971. | 1981. | 1991. | 2003. |
| ----------------- | ----- | ----- | ----- | ----- | ----- | ----- | ----- |
| Број домаћинстава | 75    | 96    | 92    | 100   | 81    | 64    | 43    |

| Број чланова      | 1  | 2  | 3  | 4 | 5 | 6 | 7 | 8 | 9 | 10 и више | Просек |
| ----------------- | -- | -- | -- | - | - | - | - | - | - | --------- | ------ |
| Број домаћинстава | 43 | 12 | 20 | 4 | 1 | 4 | 1 | 1 | 0 | 0         | 0      |

| Пол    | Укупно | Неожењен/Неудата | Ожењен/Удата | Удовац/Удовица | Разведен/Разведена | Непознато |
| ------ | ------ | ---------------- | ------------ | -------------- | ------------------ | --------- |
| Мушки  | 42     | 10               | 28           | 3              | 0                  | 1         |
| Женски | 50     | 5                | 28           | 16             | 0                  | 1         |
| УКУПНО | 92     | 15               | 56           | 19             | 0                  | 2         |

| Пол    | Укупно                    | Пољопривреда, лов и шумарство | Рибарство                            | Вађење руде и камена | Прерађивачка индустрија       |
| ------ | ------------------------- | ----------------------------- | ------------------------------------ | -------------------- | ----------------------------- |
| Мушки  | 31                        | 21                            | 0                                    | 0                    | 1                             |
| Женски | 29                        | 29                            | 0                                    | 0                    | 0                             |
| УКУПНО | 60                        | 50                            | 0                                    | 0                    | 1                             |
| Пол    | Производња и снабдевање   | Грађевинарство                | Трговина                             | Хотели и ресторани   | Саобраћај, складиштење и везе |
| Мушки  | 1                         | 0                             | 0                                    | 0                    | 1                             |
| Женски | 0                         | 0                             | 0                                    | 0                    | 0                             |
| УКУПНО | 1                         | 0                             | 0                                    | 0                    | 1                             |
| Пол    | Финансијско посредовање   | Некретнине                    | Државна управа и одбрана             | Образовање           | Здравствени и социјални рад   |
| Мушки  | 0                         | 0                             | 7                                    | 0                    | 0                             |
| Женски | 0                         | 0                             | 0                                    | 0                    | 0                             |
| УКУПНО | 0                         | 0                             | 7                                    | 0                    | 0                             |
| Пол    | Остале услужне активности | Приватна домаћинства          | Екстериторијалне организације и тела | Непознато            | Непознато                     |
| Мушки  | 0                         | 0                             | 0                                    | 0                    | 0                             |
| Женски | 0                         | 0                             | 0                                    | 0                    | 0                             |
| УКУПНО | 0                         | 0                             | 0                                    | 0                    | 0                             |